# Малешево (Голубац)
Малешево је насеље у Србији у општини Голубац у Браничевском округу. Према попису из 2022. било је 184 становника.
Овде се налази споменик културе Стара кућа Милана Гајића у Малешеву.

## Демографија
У насељу Малешево живи 227 пунолетних становника, а просечна старост становништва износи 41,7 година (39,3 код мушкараца и 43,8 код жена). У насељу има 76 домаћинстава, а просечан број чланова по домаћинству је 3,83.
Ово насеље је великим делом насељено Србима (према попису из 2002. године), а у последња три пописа, примећен је пад у броју становника.
|  |

| Демографија | Демографија | Демографија |
| Година      | Становника  | Становника  |
| ----------- | ----------- | ----------- |
| 1948.       | 508         |             |
| 1953.       | 497         |             |
| 1961.       | 481         |             |
| 1971.       | 441         |             |
| 1981.       | 413         |             |
| 1991.       | 378         | 334         |
| 2002.       | 291         | 344         |
| 2011.       | 226         |             |

| Етнички састав према попису из 2002.‍ | Етнички састав према попису из 2002.‍ | Етнички састав према попису из 2002.‍ | Етнички састав према попису из 2002.‍ | Етнички састав према попису из 2002.‍ |
| ------------------------------------ | ------------------------------------ | ------------------------------------ | ------------------------------------ | ------------------------------------ |
|                                      |                                      |                                      |                                      |                                      |
| Срби                                 | Срби                                 |                                      | 279                                  | 95,87%                               |
| Румуни                               | Румуни                               |                                      | 5                                    | 1,71%                                |
| Власи                                | Власи                                |                                      | 5                                    | 1,71%                                |
| Украјинци                            | Украјинци                            |                                      | 1                                    | 0,34%                                |
| Македонци                            | Македонци                            |                                      | 1                                    | 0,34%                                |
| непознато                            | непознато                            |                                      | 0                                    | 0,0%                                 |

| Година пописа     | 1948. | 1953. | 1961. | 1971. | 1981. | 1991. | 2002. |
| ----------------- | ----- | ----- | ----- | ----- | ----- | ----- | ----- |
| Број домаћинстава | 121   | 118   | 117   | 105   | 100   | 95    | 76    |

| Број чланова      | 1  | 2  | 3 | 4  | 5  | 6 | 7 | 8 | 9 | 10 и више | Просек |
| ----------------- | -- | -- | - | -- | -- | - | - | - | - | --------- | ------ |
| Број домаћинстава | 11 | 19 | 3 | 14 | 11 | 8 | 6 | 4 | 0 | 0         | 3,83   |

| Пол    | Укупно | Неожењен/Неудата | Ожењен/Удата | Удовац/Удовица | Разведен/Разведена | Непознато |
| ------ | ------ | ---------------- | ------------ | -------------- | ------------------ | --------- |
| Мушки  | 108    | 17               | 82           | 7              | 0                  | 2         |
| Женски | 130    | 12               | 87           | 30             | 1                  | 0         |
| УКУПНО | 238    | 29               | 169          | 37             | 1                  | 2         |

| Пол    | Укупно                    | Пољопривреда, лов и шумарство | Рибарство                            | Вађење руде и камена | Прерађивачка индустрија       |
| ------ | ------------------------- | ----------------------------- | ------------------------------------ | -------------------- | ----------------------------- |
| Мушки  | 61                        | 29                            | 0                                    | 5                    | 7                             |
| Женски | 36                        | 13                            | 0                                    | 0                    | 5                             |
| УКУПНО | 97                        | 42                            | 0                                    | 5                    | 12                            |
| Пол    | Производња и снабдевање   | Грађевинарство                | Трговина                             | Хотели и ресторани   | Саобраћај, складиштење и везе |
| Мушки  | 3                         | 1                             | 2                                    | 2                    | 2                             |
| Женски | 0                         | 0                             | 4                                    | 0                    | 0                             |
| УКУПНО | 3                         | 1                             | 6                                    | 2                    | 2                             |
| Пол    | Финансијско посредовање   | Некретнине                    | Државна управа и одбрана             | Образовање           | Здравствени и социјални рад   |
| Мушки  | 0                         | 1                             | 4                                    | 0                    | 0                             |
| Женски | 0                         | 0                             | 2                                    | 3                    | 3                             |
| УКУПНО | 0                         | 1                             | 6                                    | 3                    | 3                             |
| Пол    | Остале услужне активности | Приватна домаћинства          | Екстериторијалне организације и тела | Непознато            | Непознато                     |
| Мушки  | 0                         | 0                             | 0                                    | 5                    | 5                             |
| Женски | 0                         | 0                             | 0                                    | 6                    | 6                             |
| УКУПНО | 0                         | 0                             | 0                                    | 11                   | 11                            |

## Легенде
Према становницима Малешева, село је добило назив по Милошу Обилићу. По веровању становника, Милош је пореклом из овог краја. У селу постоји чак и његово купатило, од кога је данас остала само када, исклесана у камену, која је позната под називом "Милошева када". Становници села верују да је Милош пре него што је отишао на Косово у бој, прекинуо изградњу цркве у близини села и сакрио сво своје благо на том месту. Црква постоји и дан данас и носи назив Манастир Туман. Не зна се где се благо налази, верује се да су део блага однели Турци а да је други део сакривен у околини села.
По причању старијих становника села, у атару села постоји место под називом "Ајдучина". Ту су се у време Турске владавине над Србијом у периоду од XIV до XIX века скривали хајдуци и крили своје благо које су отели од Турака. То место се и дан данас тако назива и има доста знатижељника из села и околине који знају за ту причу и који неуморно покушавају да нађу то благо.
У близини села, на путу до манастира Туман, постоји место које се у народу назива " Расинско гробље ". Мештани села који имају њиве у близини тог места, сваке године при обрађивању тих пољопривредних парцела, налазе делове костију, за које се верује да су људског порекла, јер по предању ту је постојало гробље народа под именом Расини по коме је и добило име.
У близини села, постоји једно брдо покривено густом шумом. Становници села кажу да су тамо живеле Виле (митологија). Виле су биле попут вештица, и кажу да би убиле сваког ко би крочио на њихову територију. Виле нису биле налик онима из бајки, већ су биле зла створења, која су својом песмом мамиле залутале сељаке и потом их убијале. Поједини становници се и дан данас плаше тог места и кажу да када се прође поред шуме, може се чути чудан и језив звук.